# Cathédrale de Sorrente
La cathédrale des Saints-Philippe-et-Jacques (en italien : cattedrale dei Santi Filippo e Giacomo) est une église catholique romaine de Sorrente, en Italie. Il s'agit de la cathédrale de l'archidiocèse de Sorrente-Castellammare di Stabia.

## Architecture
|  |  |

### Articles liés
- Archidiocèse de Sorrente-Castellammare di Stabia
- Sorrente
- Liste des cathédrales d'Italie